# Caricia Digital
Caricia Digital  es el tercer álbum de estudio del grupo mexicano de rock Chac Mool. El disco fue probablemente el de mayor éxito comercial del grupo hasta entonces. 
En este material hay un viraje en el estilo del grupo que pasa de largas duraciones aunque con contexto un poco fuera del rock progresivo, conteniendo elementos populares del pop rock, punk, hard rock y del new wave siendo el único álbum con este contexto en su sonido pero manteniendolo en el estatus de la música progresiva y muy predominante en la época. 
Este fue el último álbum del grupo antes de su separación. Los sencillos del álbum "Máquinas de Lujuria, "Vestir de Rojo" y "Sólo Tienes 16" son los temas más recordados de éste material y los más conocidos.

## Canciones
Todas las canciones escritas y compuestas por Jorge Reyes, Ricardo Luis Treviño, José Xavier Navar y Moisés Palacios. 
| Caricia Digital |                       |          |  |
| N.º             | Título                | Duración |  |
| 1.              | «Vestir de Rojo»      | 03:07    |  |
| 2.              | «Tamaño Natural»      | 04:31    |  |
| 3.              | «Piel de Hielo»       | 04:24    |  |
| 4.              | «Sólo Tienes 16»      | 03:36    |  |
| 5.              | «Adicto del Amor»     | 03:55    |  |
| 6.              | «Imagen Líquida»      | 03:07    |  |
| 7.              | «Ofelia»              | 03:57    |  |
| 8.              | «Niña Bien»           | 03:31    |  |
| 9.              | «Máquinas de Lujuria» | 03:29    |  |
| 34:16           |                       |          |  |

## Personal
Los sencillos fueron compuestos por Jorge Reyes, Ricardo Luis Treviño, José Xavier Navar y Moisés Palacios y todas las composiciones fueron compuestos por todos los miembros del grupo durante la realización del álbum.
- Jorge Reyes Valencia - vocal, guitarra
- Carlos Alvarado - teclados
- Armando Suárez - bajo
- Eduardo Medina - batería

### Personal adicional
- José Xavier Navar - producción, letras, diseño
- Paco Rosas - producción, ingeniero de sonido
- Francisco Miranda K. - ingeniero de sonido
- Javier Mora - ingeniero de sonido
- Marcus Cassani - ingeniero de sonido
- Samuel Ovilla - ingeniero de sonido
- Xavier Mora - ingeniero de sonido
- Jaime López - colaboración de letras en el sencillo "Piel de Hielo".
- Ricardo Luis Treviño - letras
- Moisés Palacios - letras
- Herbé Pompeyo - diseño
- Javier Alonso - diseño
- Aarón Cohen - fotografía